# Ponciano Corral Acosta

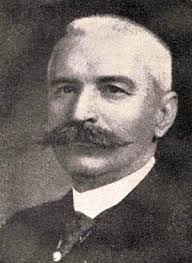
Ponciano Corral Acosta

Ponciano Corral Acosta (* 1805 in Bluefields; † 8. November 1855 in Granada, Nicaragua) war vom 12. bis 20. März 1855 Director Supremo von Granada (Nicaragua), seine Amtszeit fiel in die Phase des Bürgerkriegs Guerra Nacional.

## Leben
Ponciano Corral Acosta war Mitglied der Partido Legitimista. Nach dem im Amt verstorbenen Fruto Chamorro Pérez war Corral kurzzeitig Präsident in Granada.
General José Trinidad Muñoz Fernández war Oberbefehlshaber der Truppen der Partido Democrático, die sich unter Francisco Castellón Sanabria die Macht in León erobert hatte. Im Oktober 1854 schloss Francisco Castellón Sanabria einen Contract mit dem US-Militärdienstleister Byron Cole, der die Lieferung von 200 Männern festlegte, die im Juni 1855 von William Walker angeführt wurden.
Walker und seine Söldner kamen am 13. Juni 1855 nach Nicaragua. Sie besetzten den Hafen von La Virgen an der Westküste des Nicaraguasees. Sie kaperten ein Schiff und landeten in Granada im Morgengrauen des 13. Oktober 1855, geführt von Ubaldo Herrera. Walker befahl in Granada Geiseln zu nehmen, unter diesen war der Außenminister von José María Estrada Mateo Mayorga Cuadra (* 1826 León; † 22. Oktober 1855). Walker drohte der Regierung von José María Estrada, die nach Masaya geflüchtet war, falls sein Friedensvertrag nicht unterzeichnet würde, mit der Erschießung einiger Geiseln. Die Legitimistas verhandelten mit Walker.
Unter dem Vorwand, dass Soldaten der Legitimistas in La Virgen reisende US-Amerikaner getötet hätten, befahl Walker die Ermordung von Mateo Mayorga. Mit dem Mord an Mayorga wurde Ubaldo Herrera beauftragt. Am 22. Oktober 1855 holte Ubaldo Herrera, Mayorga aus dem Zwinger und brachte ihn auf den Platz vor der Kathedrale von Granada gegenüber dem Hauptaltar; dort wurde er füsiliert und seine Leiche vor den Haupteingang der Kathedrale geschleift. Am 23. Oktober 1855 unterzeichnete Corral den Friedensvertrag von Walker. Bis zum 29. Oktober 1855 war Corral der Oberbefehlshaber der Truppen der Partido Legitimista Ponciano Corral Acostas, welche unter José María Estrada die Macht in Granada hatte.
Am 29. Oktober 1855 übernahm William Walker den Oberbefehl über die nicaraguanische Armee in einer Zeremonie, auf der sich Walker und Corral herzten, umarmt die Formation abschritten und Padre Agustín Vijil Selva ein Te Deum hielt. Nach dieser Zeremonie übernahm der Filibustero William Walker die Funktionen des Staatschefs von Nicaragua, weshalb er in englischsprachigen Aufzählungen als Präsident von Nicaragua geführt wird. Am 30. Oktober 1855 trat Patricio Rivas sein Amt im Cabildo von Granada an. Er kniete auf einem Kissen vor einer Christusdarstellung und einer Bibel, sein Schwur wurde ihm von  Padre Agustín Vijil Selva abgenommen. (Am 5. Mai 1856 ersetzte Padre Agustín Vijil Selva, Parker H. French als Botschafter in Washington.)
Er schwor den Friedensvertrag einzuhalten, den William Walker und Corral am 23. Oktober 1855 unterzeichnet hatten.
Patricio Rivas Kabinett bestand aus dem Arzt und General Máximo Jerez Tellería als Außenminister, Hauptmann Parker H. French als Finanzminister, Fermín Ferrer als Minister für öffentliche Anleihen und dem General Ponciano Corral Acosta als Kriegsminister.
Während der ersten Monate seiner Regierung war Patricio Rivas ein ergebener Diener von Walker, der sich immer alle Macht vorbehielt. Außenminister Máximo Jerez Tellería, der Walker nach Nicaragua bestellt hatte, entwickelte sich bald zur Seele und Hirn der Regierung Rivas.
In dieser Situation erkannte General Ponciano Corral Acosta, dass die Macht in den Händen von Wiliam Walker und der Partido Democratico in León war. Da er in der von ihm kommandierten nicaraguanischen Armee keinen Rückhalt erkannte, schrieb er einen Brief, in dem er dringend um Hilfe der Regierungen von Honduras und Guatemala bat die Filibusteros aus Nicaragua zu werfen. Der Brief wurde durch Walker abgefangen, der den Fall unverzüglich Rivas vorstellte und verlangte, dass Corral wegen Hochverrates und Konspiration verhaftet werde. Corral wurde gefangen genommen und vor ein Gericht aus US-Söldnern gestellt, für schuldig erklärt und zum Tod verurteilt. Am 8. November 1855 um 14 Uhr wurde Corral auf der Plaza Mayor von Granada von einem Kommando unter der Leitung von cojo Charles H. Gilman erschossen.
Anfang November 1855 erkannte Juan Rafael Mora Porras, der Präsident von Costa Rica, die Gefahr, die von Walker für Zentralamerika ausging.